# سوبر موناكو جي بي
سوبر موناكو جي بي (بالإنجليزية: Super Monaco GP)‏، هي لعبة فيديو من تطوير ونشر شركة سيجا اليابانية، صدرت سنة 1989، وتعمل على عدة منصات الحاسوب، ومنها سيجا جينسيس، وهي لعبة سباق السيارات الفورمولا ون، والطريق إلى تتويج البطولة.